# Wok II. von Krumau
Wok II. von Krumau (auch Wok von Krumau; tschechisch Vok z Krumlova; † 1302) war ein böhmischer Adliger. Mit ihm starb der witigonische Familienzweig der Herren von Krumau im Mannesstamm aus.

## Leben
Woks Eltern waren Witiko von Krumau und Sybilla, deren Familienname nicht bekannt ist. Erstmals urkundlich erwähnt wurde Wok am 19. März 1272, als er in Rosenberg zusammen mit seinem Bruder Heinrich unter der Schreibweise „Hanricus et Wocho domini Witigonis filii de Krummenow“ als Zeuge einer Beurkundung auftrat, mit der die Brüder Heinrich I. von Rosenberg und Witiko von Rosenberg († 1277) dem Kloster Hohenfurt das Patronatsrecht der Kirche von Raabs schenkten. Zusammen mit seinem Bruder Heinrich ist Wok in weiteren Urkunden belegt:
- Am 26. August 1274 war er in Strakonitz zugegen, als sein Vater „Witigo dominus de Crumnov“ bestätigte, dass er vor fünf Jahren das Dorf Strasan der Frau Christine und deren Sohn Nikolaus aus Prag übergeben habe.
- Am 12. November 1281 bestätigten „Henricus et Wocko de Chrumnau“ eine Urkunde, mit der Heinrich I. von Rosenberg dem Stift Hohenfurt fünf Dörfer sowie einen Wald schenkte und gleichzeitig das Dorf Sonnberg gegen drei andere Dörfer eintauschte.
- Als am 26. März 1282 in Wien Heinrich I. von Rosenberg dem österreichischen Herzog Albrecht von Habsburg Raabs abtrat und ihm gleichzeitig Beistand gegen jedermann versprach, werden von dem zugesicherten Beistand die Witigonen, darunter Wok und Heinrich „de Chrumbenowe“, ausgenommen.
- Am 6. Juni 1283 bestätigten Wok und Heinrich „de Crumnaw“ in Schlägl die Schenkung ihres verstorbenen Vaters, mit der dieser dem Stift Schlägl die Kirche von Kirchschlag sowie das Dorf Pfaffenschlag geschenkt hatte.
- Mit einer in Krumau („Crummenowe“) am 16. September 1290 ausgestellten Urkunde verkaufte Wok dem Kloster Goldenkron das Dorf Zaborsch (Záhoří) und verschrieb ihm zugleich den Berg des Držislaw. Unter den Zeugen befand sich u. a. Woks Bruder Heinrich.
- 1291 befanden sich die Brüder Wok und Heinrich als „dominus Heinricus et donminus Wocho fratres dicti de Chrumbenaw“ unter den Zeugen, die in Rosenberg bestätigten, dass Smil von Gratzen dem Stift Hohenfurt die Kirche in Deutsch-Reichenau bei Gratzen geschenkt habe.

Letztmals erwähnt wurde Wok von „Khrumaw“ am 1. Juli 1300, als er eine Urkunde des Dominik von Passern (Pasovary) bezeugte, mit der dieser eine Stiftung an die Kirchschlägler Kirche wiederholte.
Wok von Krumau war der letzte männliche Nachkomme des witigonischen Familienzweiges der Herren von Krumau. Deren Besitzungen fielen zunächst als erledigtes Lehen an den böhmischen König Wenzel II. Er übertrug die Burg Krumau („castrum Crumnaw“) mit zugehörigem Gut mit einer am 8. April 1302 in Brünn ausgestellten Urkunde an seinen Oberstkämmerer Heinrich I. von Rosenberg aus dem ebenfalls witigonischen Familienzweig der Rosenberger, der nachfolgend seine Residenz von der Burg Rosenberg auf die Burg Krumau verlegte.